# Gladiolus oliganthus
Gladiolus oliganthus är en irisväxtart som beskrevs av John Gilbert Baker. Gladiolus oliganthus ingår i släktet sabelliljor, och familjen irisväxter.
Artens utbredningsområde är Tanzania. Inga underarter finns listade i Catalogue of Life.